# مانويل موري
مانويل موري (بالإيطالية: Manuele Mori)‏ ولد بتاريخ 8 سبتمبر 1980 في إمبولي، إيطاليا، هو دراج إيطالي في صنف سباق الدراجات على الطريق.

## سجل النتائج

### المراكز
- حقق المركز الـ 9 في تيرينو ادرياتيكو 2010

## روابط خارجية
- مانويل موري على موقع الاتحاد الدولي للدراجات (الإنجليزية)
- مانويل موري على موقع أرشيف الدراجات (الإنجليزية)
- مانويل موري على موقع إحصائيات الدراجات الإحترافية (الإنجليزية)
- مانويل موري على موقع نسبة الدراجات (الإنجليزية)
- مانويل موري على موقع CycleBase (الإنجليزية)